# Gully (Minnesota)
Gully é uma cidade localizada no estado americano de Minnesota, no Condado de Polk.

## Demografia
Segundo o censo americano de 2000, a sua população era de 106 habitantes.
Em 2006, foi estimada uma população de 105, um decréscimo de 1 (-0.9%).

## Geografia
De acordo com o United States Census Bureau tem uma área de
5,2 km², dos quais 5,2 km² cobertos por terra e 0,0 km² cobertos por água. Gully localiza-se a aproximadamente 390 m acima do nível do mar.

## Localidades na vizinhança
O diagrama seguinte representa as localidades num raio de 24 km ao redor de Gully.